# Shark Bay Shire
Koordinaten: 25° 55′ S, 113° 32′ O

Das Shire of Shark Bay ist ein lokales Verwaltungsgebiet (LGA) im australischen Bundesstaat Western Australia. Das Gebiet ist 24.140 km² groß und hat etwa 950 Einwohner (2016).
Shark Bay liegt an der Westküste des Staats etwa 600 Kilometer nördlich der Hauptstadt Perth. Der Sitz des Shire Councils befindet sich in der Ortschaft Denham, wo etwa 700 Einwohner leben (2016).

## Verwaltung
Der Shark Bay Council hat sieben Mitglieder. Die Councillor werden von den Bewohnern der drei Wards (fünf aus dem Denham und je einer aus dem Pastoral und dem Useless Loop Ward) gewählt. Aus dem Kreis der Councillor rekrutiert sich auch der Ratsvorsitzende und Shire President.